# Hot Rats
Hot Rats är ett musikalbum av Frank Zappa som släpptes i oktober 1969. Det var Zappas första soloalbum efter att det ursprungliga Mothers of Invention upplösts. Zappa dedikerade skivan till sin nyfödde son, Dweezil – som med sitt band Zappa Plays Zappa 2009 fick en grammy för bästa instrumentella framförande av låten "Peaches en Regalia".
Hot Rats är ett helt instrumentellt album med undantag för låten "Willie the Pimp", på vilken Captain Beefheart sjunger. Musiken är en blandning av jazz och rock och albumet är ett tidigt exempel på jazz fusion. 
Albumet nådde som bäst 194:e plats på Billboard 200-listan. Det är ett av de album som listas i boken 1001 album du måste höra innan du dör.
På albumet finns även låten "Peaches en Regalia" som är en av Frank Zappas mest kända och uppskattade låtar.
| Frank Zappa tillägnade albumet sin då 1 månad gamle son Dweezil (foton från 1977 respektive 2007). |  | Frank Zappa tillägnade albumet sin då 1 månad gamle son Dweezil (foton från 1977 respektive 2007). |
| Frank Zappa tillägnade albumet sin då 1 månad gamle son Dweezil (foton från 1977 respektive 2007). |  | |

## Låtlista
Samtliga låtar skrivna av Frank Zappa.
Sida ett
1. "Peaches en Regalia" - 3:38
2. "Willie the Pimp" - 9:16
3. "Son of Mr. Green Genes" - 8:58

Sida två
1. "Little Umbrelllas" - 3:04
2. "The Gumbo Variations" - 16:55
3. "It Must Be a Camel" - 5:15

## Musiker
På albumet spelas de flesta instrument och stämmor av Frank Zappa själv (gitarr, oktavbas, slagverk) och Ian Underwood (piano, orgel, flöjt, klarinetter, saxofoner). Max Bennett spelar bas på alla låtar utom "Peaches en Regalia".

### Övriga medverkande
- Captain Beefheart – sång på "Willie the Pimp"
- Shuggie Otis – bas på "Peaches en Regalia"
- John Guerin – trummor på "Willie the Pimp", "Little Umbrellas" och "It Must Be a Camel"
- Paul Humphrey – trummor på "Son of Mr. Green Genes" och "The Gumbo Variations"
- Ron Selico – trummor på "Peaches en Regalia"
- Don "Sugarcane" Harris – fiol på "Willie the Pimp" och "The Gumbo Variations"
- Jean-Luc Ponty – fiol på "It Must Be a Camel"
- Lowell George – kompgitarr